# Битка код Камбреја
Битка код Камбреја (20. новембар − 7. децембар 1917) била је британска офанзива у Првом светском рату. Камбре, у депарману Нор, био је кључна тачка снабдевања за немачку Зифгридову линију (део Хинденбургове линије), а оближњи гребен Бурлон представљао је изузетан добитак јер је са њега могла да се угрози позадина немачке линије. Операција је обухватала експерименталну артиљеријску акцију. Генерал мајор Хенри Хју Тјудор, командант краљевске артиљерије 9. шкотске дивизије, предложио је да се проба нова артиљеријско-пешадијска тактика на његовом сектору фронта. Током примпрема за битку, Џон Фредерик Чарлс Фулер, штабни официр у Краљевском тенсковском корпусу, тражио је место где може да искористи тенкове. Генерал Џулијан Бинг, командант британске Треће армије, одлучио је да их уврсти у напад.
Битка се често погрешно наводи као прва масовна употреба тенкова у операцији комбинованих снага. Међутим, Французи су разместили велики број тенкова у априлу (више од 130), мају (48) и октобру (92) 1917, а Британци више од 200. у Фландрији током јуна и јула. Упркос почетном успеху тенкова Марк IV код Камбреа, немачка артиљерија и пешадија открила је слабости у њиховом оклопу те су тенкови углавном били уништени након првог дана. Битка која је уследила је углавном била артиљерско-пешадијски подухват који је постигао изненађење и техничку надмоћ над добро утврђеном али малобројном пешадијском и артиљеријском одбраном, која је убрзо појачана. Британски напад је демонстрирао да се Хинденбургова линија може пробити и показао вредност нових артиљеријских и пешадијских метода, као што су звукометрија и тактике инфилтрације, које ће играти важну улогу у Офанзиви од сто дана.
Укорењено мишљење да је битка била тенковска настало је захваљујући делима Базила Лајдела Харта и Џона Ф. Ч. Фулера, који су касније погрешно приписивал себи заслуге за овај план. Лајдел Харт, коме је положај војног извештача Дејли телеграфа и Тајмса дао велики јавни утицај, био је критичар Дагласа Хејга, и покушао је да искористи битку да би наговестио нови облик доктрине. Неколико модерних студија је одбацило њихов поглед на догађаје.